# Jugendstrafrecht (Deutschland)
Das Jugendstrafrecht ist ein Sonderstrafrecht und ein Sonderstrafprozessrecht für junge Täter, die sich zur Zeit ihrer Tat in dem Übergangsstadium zwischen Kindheit und Erwachsenenalter befinden.

## Rechtspolitische Erwägungen
Hintergrund für das Bedürfnis nach einem besonderen Strafrecht und Strafverfahren für junge Täter ist die Anschauung, dass es sich bei Jugendkriminalität oft um relativ harmlose, vorübergehende Entgleisungen handelt (sog. Episodenhaftigkeit der Jugendkriminalität), die fast bei jedem jungen Menschen gleich welcher Gesellschaftsschicht (Allgegenwart der Jugendkriminalität) während der Einordnung in das soziale Leben der Erwachsenen auftreten können. In solchen Fällen soll zwar auch dem jungen Straftäter durch ernsthafte Ermahnung oder leichte Sanktionen (Denkzettel) deutlich gemacht werden, dass die Normen der Gesellschaft auch für ihn verbindlich sind, andererseits soll aber beachtet werden, dass eine übermäßige Strafe sich entwicklungsschädigend auswirken kann.
Das Gesetz geht weiter davon aus, dass es jungen Tätern noch an dem für die strafrechtliche Verantwortlichkeit erforderlichen Unterscheidungsvermögen zwischen Recht und Unrecht (Unrechtsbewusstsein) fehlen kann. Auch wenn diese Unterscheidungsfähigkeit gegeben sei, besitze der Jugendliche oft nicht die Fähigkeit, der Einsicht entsprechend zu handeln. Daher ist nach dem Jugendgerichtsgesetz (JGG) in jedem Strafverfahren gegen einen Jugendlichen positiv festzustellen, dass er zum Zeitpunkt der Tat nach seiner sittlichen und geistigen Entwicklung reif genug war, das Unrecht der Tat einzusehen und nach dieser Einsicht zu handeln: Die sogenannte Verantwortungsreife (§ 3 JGG). Die Beurteilung der Verantwortungsreife ist anders als die Feststellung der Schuld(un)fähigkeit im Erwachsenenstrafrecht auch von dem Delikt abhängig, das der Täter begangen hat. Gerade bei vierzehnjährigen Tätern kann die Einsicht in das Unrecht komplexerer Vorgänge fehlen, auch wenn ihnen grundsätzlich klar ist, dass sie niemanden schlagen oder bestehlen dürfen.
Eine weitere Besonderheit junger Täter stellt ihre, im Vergleich zu Erwachsenen, größere Formbarkeit dar. Diese rechtfertigt, dass sich insbesondere die Rechtsfolgen des Jugendstrafrechts von denen des allgemeinen Strafrechts unterscheiden. Während sich dort die Höhe der Strafe maßgeblich nach der Schuld des Täters bemisst, stehen im Jugendstrafrecht fast ausschließlich spezialpräventive (erzieherische) Gesichtspunkte im Vordergrund. Jugendstrafrecht ist deshalb Erziehungsstrafrecht. Nicht Sühne, Vergeltung, Abschreckung oder Sicherung der Allgemeinheit, sondern Erziehung, Sozialisation und Resozialisierung bestimmen Art und Maß der Reaktion auf die Straftat. Jugendstrafrecht ist Täterstrafrecht. Nicht die Tat, sondern die umfassend gewürdigte Persönlichkeit des Täters steht im Vordergrund.
Mehr noch als im allgemeinen Strafrecht ist im Jugendstrafrecht die Wiederherstellung des sozial adäquaten Verhaltens Ziel. Die Bedeutung des Lernens der Normen und des Ausgleichs von Sozialisationsdefiziten wird besonders hervorgehoben. Stets sind solche Ziele – die strafrechtliche Kontrolle – an den Schranken des Rechtsstaats und der Grundrechte zu messen. Insbesondere ist das Jugendstrafrecht ein Eingriff in das Erziehungsprivileg der Eltern nach Art. 6 GG.

## Alters- und Reifestufen
Menschen vor Vollendung des 14. Lebensjahres sind als Kinder strafunmündig (§ 19 StGB). Für Erwachsene hingegen gilt das allgemeine Strafrecht. Für die Übergangszeit gilt in Deutschland das Jugendgerichtsgesetz (JGG). Es ist uneingeschränkt anwendbar für Jugendliche, d. h. für Menschen, die zur Tatzeit im Alter von 14 bis 17 Jahren waren (§ 1 Abs. 2 Halbs. 1 JGG).
Auf Heranwachsende (18- bis 20-Jährige) sind zentrale Normen (aber nicht alle) des Jugendstrafrechts nach Maßgabe der §§ 105 ff. JGG anzuwenden. Hierbei wird insbesondere geprüft, ob der Heranwachsende von seinem Reifezustand zur Tatzeit im Hinblick auf die konkrete Tat noch einem Jugendlichen gleichzustellen war oder ob er jedenfalls eine jugendtypische Tat begangen hat. Hilfreich kann hierbei die Marburger Richtlinie sein. In der Praxis wird sehr häufig auch bei Heranwachsenden noch das Jugendstrafrecht angewendet. Dies gilt besonders bei schweren Straftaten, so dass beispielsweise in der Gruppe der wegen schwerer Gewaltdelikte verurteilten Heranwachsenden die Verurteilung nach Jugendstrafrecht die Normalität darstellt (über 90 Prozent). Die Anwendung von Jugendstrafrecht oder Erwachsenenstrafrecht auf Heranwachsende wird allerdings in den einzelnen Ländern unterschiedlich gehandhabt.
Eine Sonderregelung trifft das JGG für den Fall, dass Taten gleichzeitig abzuurteilen sind, die der Täter in verschiedenen Alters- und Reifestufen begangen hat. Eine solche Konstellation liegt beispielsweise vor, wenn der Täter im Alter von 17 Jahren, also als Jugendlicher, eine Tat begangen hat, und eine weitere Tat im Alter von 19 oder 22 Jahren, also als Heranwachsender oder gar als Erwachsener begeht. Hierzu bestimmt § 32 JGG, dass in diesen Fällen auf alle Taten einheitlich Jugendstrafrecht oder einheitlich Erwachsenenstrafrecht angewendet werden soll. Es ist also unzulässig, aus einer verwirkten Jugendstrafe und einer verwirkten Freiheitsstrafe etwa eine Gesamtstrafe zu bilden. Die Rechtsprechung begründet dies damit, dass Jugend- und Freiheitsstrafe verschiedene, nicht miteinander kompatible Strafübel seien.
Aus § 1 Abs. 2 JGG ergibt sich die weitere Besonderheit, dass Jugendstrafrecht auch auf Erwachsene anzuwenden ist wenn zwischen Tatbegehung und Strafverfahren ein entsprechend langer Zeitraum liegt. So kann z. B. der Fall eintreten, dass ein 60-jähriger wegen Mordes zu einer Jugendstrafe von bis zu 10 Jahren verurteilt wird (siehe hierzu: Verjährung). Für den Strafvollzug finden hier aber gem. § 89b JGG die Regelungen für Erwachsene Anwendung.

## Jugendkriminalität
Typische Delikte Minderjähriger sind Diebstahl etwa in Form des Ladendiebstahls, Sachbeschädigung (z. B. in Form von strafbaren Graffiti), Körperverletzungsdelikte und Beförderungserschleichung. Hinzu kommt immer häufiger das sogenannte Abrippen auf Schulhöfen und Schulwegen: Von den jugendlichen Tätern zumeist als Bagatelle abgetan, handelt es sich hierbei tatsächlich um Raub- und Erpressungsdelikte gegen Mitschüler, oft mit dem Ziel, Zigaretten, Mobiltelefone oder Bargeld zu erlangen. Bei der Gruppe der Heranwachsenden treten demgegenüber vermehrt auch erwachsenentypische Delikte wie Betrug und Straßenverkehrsdelikte auf. Verstöße gegen das Betäubungsmittelgesetz kommen ebenfalls häufig vor.

## Sanktionen

### Mögliche Sanktionen
Die Sanktionspalette ist weit gefächert. Somit stehen dem Richter eine Reihe von Instrumenten zur Verfügung, um die passende Sanktion für den Täter zu finden. § 5 JGG unterscheidet zwischen drei Gruppen: Erziehungsmaßregel, Zuchtmittel und Jugendstrafe (siehe dort für ausführlichere Erläuterungen). Dabei richtet sich die Wahl der Rechtsfolge danach, welche nach der Persönlichkeit des Täters den besten Erfolg für seine Resozialisierung verspricht. Versprechen mehrere Maßregeln den gleichen Erfolg, ist diejenige zu wählen, die den geringsten Eingriff darstellt. Dabei ist stets zu beachten, dass das Jugendstrafrecht nicht zu einer Schlechterstellung des Jugendlichen führen soll: Die Grenze des schuldangemessenen Strafens darf auch im Jugendstrafrecht nicht überschritten werden. Umgekehrt ist aber auch nicht prinzipiell ausgeschlossen, dass bei einer besonderen Schwere der Schuld auch im Jugendstrafrecht lange Haftstrafen verhängt werden.
Vergleichsweise oft wird gegen Jugendliche die Ableistung von unentgeltlichen Arbeitsstunden, beispielsweise in gemeinnützigen Einrichtungen, verhängt. Dies kann gerade Jugendlichen, die die Schule oder eine Lehre abgebrochen haben, helfen, mehr Struktur in den Alltag zu bringen. Ein Jugendlicher oder Heranwachsender, der bereits ein festes Arbeitseinkommen hat, kann beispielsweise zu einer – zumindest teilweisen – finanziellen Schadenswiedergutmachung verurteilt werden. Die Verhängung von Arrest kommt dagegen vor allem bei Tätern in Betracht, die nicht zum ersten Mal in Erscheinung treten, bei denen aber noch keine schädlichen Neigungen, wie sie für die Verhängung von Jugendstrafe Voraussetzung sind, festgestellt werden. Um eine optimale Einwirkung auf den Täter zu erreichen, sind viele Maßnahmen auch miteinander kombinierbar.
Da jedoch oftmals bereits die Einleitung eines Strafverfahrens oder andere informelle Maßnahmen ausreichen, um dem oder der Jugendlichen die Ernsthaftigkeit der Verfehlung vor Augen zu halten, bietet das JGG für diesen Fall die Möglichkeit des Absehens von der Verfolgung (§ 45 JGG) und der Einstellung des Verfahrens (§ 47 JGG). Dieser Reaktionsverzicht wird im Sinne erzieherischer Toleranz ausgeübt. Er ist Teil der Diversion.
Im Fall einer Verurteilung ist seit 2012 als besondere Form der Strafaussetzung die Vorbewährung möglich (§ 61 JGG).

### Voraussetzung für die Verhängung von Sanktionen
Für jugendliche und heranwachsende Täter gelten keine gesonderten Straftatbestände. § 1 JGG verweist auf die Geltung der allgemeinen Vorschriften (Strafgesetzbuch, strafrechtliche Nebengesetze). Diese bestimmen, welche Handlungen mit Strafe bedroht sind und unter welchen Voraussetzungen ein Täter bestraft werden kann. Lediglich die hierfür festgesetzten Rechtsfolgen kommen nicht zur Anwendung. Ein Verhalten, das nicht den Tatbestand einer Strafnorm erfüllt, bleibt straflos, auch wenn es noch so verwerflich oder unmoralisch erscheint bzw. eine besondere Erziehungsbedürftigkeit des Jugendlichen oder Heranwachsenden offenbart.
Grundlage jeder Strafbarkeit ist damit auch im Jugendstrafverfahren das Vorliegen eines gesetzlichen Tatbestandes zum Zeitpunkt der Tat mit
TatbestandsmäßigkeitDer Täter muss durch seine Handlungen die Tatbestandsmerkmale der Strafrechtsnorm sowie die subjektiven Voraussetzungen (Vorsatz, Fahrlässigkeit) erfüllt haben.
RechtswidrigkeitEin Verhalten, das tatbestandsmäßig ist, ist in der Regel auch rechtswidrig (Indizwirkung), es sei denn, es liegen Rechtfertigungsgründe vor (z. B. Einwilligung, Notwehr, Notstand etc.).
SchuldSchuldfähigkeit (§§ 3 JGG, 20, 21 StGB) muss gegeben sein, und Schuldausschließungsgründe (§§ 17, 33, 35 StGB) dürfen nicht vorliegen.

## Verfahren
Das Jugendstrafverfahren findet innerhalb des Strafrechtszweiges der ordentlichen Gerichtsbarkeit statt. Grundsätzlich gilt im Jugendstrafverfahren die Strafprozessordnung (StPO), allerdings weicht das Jugendgerichtsgesetz in wesentlichen Punkten von den Vorschriften der StPO ab. So werden durch § 43 bis § 81 und § 109 JGG die entgegenstehenden Bestimmungen der StPO ersetzt. Auch diese Besonderheiten haben ihren Grund vornehmlich im Erziehungsgedanken.
Zuständig für die Aburteilung von Jugendlichen sind die Jugendgerichte. Bei ihnen handelt es sich allerdings nicht um selbständige Gerichtsbehörden, sondern um Abteilungen der Amtsgerichte und Kammern der Landgerichte. Im Bereich der Staatsanwaltschaft sind spezifische Abteilungen mit Jugendstaatsanwälten zuständig. Nach § 37 JGG sollen Jugendrichter und Jugendstaatsanwälte „erzieherisch befähigt und in der Jugendarbeit erfahren“ sein, was jedoch lediglich als Ordnungsvorschrift verstanden und in der Praxis kaum umgesetzt wird. Stattdessen müssen sich die Richter und Staatsanwälte mit der Zeit in die Materie einarbeiten. Gerade bei kleineren Amtsgerichten sind die Richter oftmals sowohl für erwachsene als auch jugendliche und heranwachsende Täter zuständig und handeln lediglich jeweils als Strafrichter oder Jugendrichter.
Eine Besonderheit des Jugendstrafverfahrens ist auch die Einschaltung der Jugendgerichtshilfe (§ 38 JGG), welche als besonderes Organ zur „Vertretung der erzieherischen, sozialen und fürsorgerischen Gesichtspunkte“ in das Verfahren eingebunden ist. Sie hat zum einen die Aufgabe, der Staatsanwaltschaft und dem Gericht bei der Erforschung der Persönlichkeit des Beschuldigten bzw. Angeklagten, insbesondere bei der Feststellung des Reifegrades (§§ 3, 105 JGG), die notwendigen Informationen zu beschaffen. Zum anderen soll sie den jungen Menschen während des Verfahrens begleiten.
In Strafverfahren, die sich lediglich gegen Jugendliche richten, ist gemäß § 48 JGG die Öffentlichkeit von der Verhandlung ausgeschlossen. Dies gilt nicht bei Verfahren, die sich (auch) gegen Heranwachsende richten.